# Milcíades el Viejo
Milcíades I el Viejo (griego antiguo Μιλτιάδης ὁ Πρεσβύτερος; muerto c. de 524 a. C.) fue hijo de Cípselo y miembro de una familia ateniense inmensamente rica, los Filaidas; familia propietaria de cuadrigas, cuyos orígenes se remontan a Éaco y Egina; por sus antepasados más inmediatos era descendiente de Fileo (epónimo de la familia Filaidas, hijo de Áyax), quien fue el primero de esa estirpe en obtener la ciudadanía ateniense.
Obtuvo con su cuadriga la victoria en los Juegos Olímpicos, posiblemente en la 55 Olimpíada (año 560 a. C.).
Durante la primera tiranía de Pisístrato, el cual ejercía el poder absoluto, Milcíades también poseía una gran influencia en Atenas.
Fue seguramente, el lugarteniente de Licurgo, hijo de Aristolaides y jefe del partido de los terratenientes, que participó en las luchas políticas que precedieron a la tiranía de Pisístrato.
Se ausentó de Atenas por interés propio, lo que benefició a Pisístrato (que se desembarazaba de un peligroso rival), a fin de recobrar su libertad política. Partió en una expedición hacia el Quersoneso tracio. A ello fue instigado por Pisístrato para el control de los estrechos del Ponto Euxino y del tráfico del grano procedente de este mar, presumiblemente, a ruego de los tracios doloncos, que en sus disputas territoriales con sus vecinos los tracios apsintios y en respuesta a una consulta al oráculo de Delfos se dirigieron a Atenas en busca de ayuda.
El relato de Heródoto de los emisarios enviados por los doloncos a Delfos podría responder a su necesidad de establecimiento en el Quersoneso de colonos griegos para hacer frente común a sus enemigos, los apsintios o, ser quizá ser una invención de los Filaidas para justificar la tiranía que de facto ejercieron en aquella región.
En el Quersoneso levantó un muro en el istmo, desde el territorio de la ciudad de Cardia hasta el territorio de Pactia, para impedir la invasión de los apsintios, a los que contuvo.
Milcíades quiso dominar una plaza fuerte en la orilla asiática del estrecho de Dardanelos para controlarlo mejor y declaró la guerra a la polis de Lámpsaco, pero fue hecho prisionero en una emboscada. Gracias a su amistad con el rey lidio Creso, fue liberado por los lampsacenos ante la amenaza de Creso de exterminarlos.
Poco después Milcíades I el Viejo murió sin hijos, por lo que legó su cargo y bienes a su sobrino Esteságoras II, hijo de su hermano Cimón I que no tuvo descendencia.
A raíz de su muerte los habitantes del Quersoneso ofrecieron en su honor sacrificios en calidad de héroe, y celebraban un concurso ecuestre y atlético en el que no podía participar ningún habitante de Lámpsaco.